# بيرند برونر
بيرند برونر (بالألمانية: Bernd Brunner)‏ (و. 1964  م) هو مؤلف، وكاتب ألماني، ولد في برلين.

## التعليم
تعلم في Berlin School of Economics and Law ‏.